# Ходаковский, Александр Сергеевич
Алекса́ндр Серге́евич Ходако́вский (укр. Олександр Сергійович Ходаковський; род. 18 декабря 1972, Донецк, Украинская ССР, СССР) — бывший сотрудник Службы безопасности Украины, перешедший на сторону ДНР. Военный и политический деятель подконтрольной России Донецкой Народной Республики. С 16 мая по 16 июля 2014 года — министр государственной безопасности ДНР. С 13 ноября 2014 по 13 марта 2015 года — секретарь Совета безопасности ДНР. Председатель правления общественной организации «Патриотические силы Донбасса».
Из-за войны на Донбассе находится под международными санкциями Евросоюза, США, Великобритании и ряда других стран.

## Биография
Родился 18 декабря 1972 года. В 1990—1992 годах отслужил по призыву в советской армии (331-й парашютно-десантный полк Тульской десантной дивизии).
Проходил службу начальником отдела Центра специальных операций «А» Службы безопасности Украины по Донецкой области.
Активный участник «Русской весны» 2014 и войны в Донбассе. Командир бригады «Восток» вооружённых формирований ДНР с мая по ноябрь 2014 года. С 13 ноября 2014 года по 13 марта 2015 года — секретарь Совета безопасности ДНР .
Лидер Общественного движения «Патриотические силы Донбасса» с 2014 года. Депутат Верховного Совета/Народного Совета ДНР I созыва (избран по списку общественного движения «Донецкая Республика»).
В декабре 2015 года заявил об уходе из депутатов Народного Совета в оппозицию действующей власти ДНР. Является председателем правления общественной организации «Патриотические силы Донбасса».
В 2018 году Ходаковский заявил о том, что не примет участия в выборах главы ДНР.
С марта 2022 года принимает участие в боях на востоке Украины в ходе вторжения России. Участвовал в боях за Мариуполь, обороне Времьевского выступа летом 2023 года.
30 марта 2023 года Александр Ходаковский в соответствии с указом Президента Российской Федерации назначен заместителем начальника Главного управления Росгвардии по ДНР.

## Санкции
12 июля 2014 года Ходаковский включён в санкционный список всех стран Евросоюза за «сепаратистскую деятельность»; днём ранее, 11 июля 2014 года, попал под санкции Канады.
11 марта 2015 года попал под санкции США. После начала вторжения России на Украину, внесён в санкционные списки Новой Зеландии.
Также находится в санкционных списках Швейцарии, Великобритании, Австралии, Украины и Японии.

## Критика
Ходаковский обвиняется в причастности к ошибочному расстрелу «ополченцев» ДНР в ходе боёв за Донецкий аэропорт.

## Награды
- орден «Ветеранская Слава» I степени (МАВПА «Альфа», 2023 г.)[21];
- памятная медаль «100 лет Красной армии» (ЦК КПРФ, 2018 г.)[22].